# Hemiberlesia silvestrii
Hemiberlesia silvestrii är en insektsart som beskrevs av Gómez-menor Ortega 1956. Hemiberlesia silvestrii ingår i släktet Hemiberlesia och familjen pansarsköldlöss.
Artens utbredningsområde är Spanien. Inga underarter finns listade i Catalogue of Life.